# Dolomius
Dolomius is een kevergeslacht uit de familie van de boktorren (Cerambycidae). De wetenschappelijke naam van het geslacht werd voor het eerst geldig gepubliceerd in 1903 door Fairmaire.

## Soorten
Dolomius is monotypisch en omvat slechts de volgende soort:
- Dolomius perrieri Fairmaire, 1903